# Grad Grabštanj
Grad Grabštanj ( nemško Schloss Grafenstein) se nahaja v južnokoroški občini Grabštanj v okraju Celovec-dežela na avstrijskem Koroškem dvanajst kilometrov vzhodno od glavnega mesta Celovec na jugovzhodnem robu Celovškega polja, neposredno ob vznožju gričevnate gozdnate pokrajine Radiških Gur.

## Zgodovina
Starodavni gradič Lerchenau, ki je sčasoma postal ruševina, naj bi po ljudskem izročilu stal na mestu sedanjega gradu Grabštanj, čeprav se po zgodovinskih študijah zdi, da je stal južneje od krajevnega središča. Območje je leta 1629 kupil Janez-Andrej Rosenberški od barona Erazma-Žige Windischgraetza, ki ga je podedoval. Vendar ni gotovo, ali je tam, kjer je nastal novejši grad, stala prejšnja grajska stavba. Pravzaprav je bil grad zgrajen leta 1638, vendar v notranjosti gradu doslej ni bilo najdenih sledi drugih starejših stavb. Janez-Andrej je bil odločen katoliški zagovornik protireformacije na Koroškem in je bil leta 1648 povišan v plemiški naziv grofa. Njegov sin, grof Jurij Nikolaj Rosenberški, je okoli leta 1660 stavbo razširil z novim vrtom in nekaj gospodarskimi poslopji v neposredni bližini. Rodbina Rosenberških, ki je ne smemo zamenjevati z istoimensko plemiško družino iz južne Češke, je štajerskega porekla in se prvič omenja v listini leta 1322, od leta 1683 pa nosi ime Orsini-Rosenberg. To ime je bilo namenjeno dokazovanju domnevnega sorodstva s starorimsko plemiško družino Orsini, vendar ni dokazov, ki bi to zanesljivo potrjevali. Leta 1770 je grof Vincenc Orsini-Rosenberški naročil prenovo grajskega pročelja. On je zaslužen tudi za preureditev velikega čelnega trga s prizidki. Leta 1790 je bila družina povzdignjena v knežji stan. Med boji ob in po koncu prve svetovne vojne leta 1919 so  grad močno poškodovale jugoslovanske čete. Uničena ali izropana je bila tako bogata knjižnica kot tudi dragoceno pohištvo ter številne slike. Po drugi svetovni vojni so grad še dodatno poškodovali in okradli, tako da je bila notranjost dolgo časa v ruševinah in na pol prazna, praktično nenaseljena, razen majhnega dela zgradbe. Potem je bil grad obnovljen in stavba je postala rezidenca in sedež uprave posestva za različne člane rodbine Orsini-Rosenberg.

## Opis
Grad se nahaja v zahodnem delu kraja, ki je sedež avstrijske občine Grabštanj v okraju Celovec-dežela v zvezni deželi Koroška. Gre za veliko neoklasicistično in baročno stavbo, ki se razprostira v treh nadstropjih. Njeno glavno pročelje je obrnjeno proti severu in gleda na veliko kmečko dvorišče. Za pritličje je značilen omet z vodoravnimi linijami, ki dajejo vtis trdnosti, zgornji dve nadstropji pa imajo velike korintske pilastre, ki podpirajo štrlečo profilacijo strehe. Osrednji del fasade se zaključi s trikotnim zabatom s timpanonom. V polju timpanona je na sliki ohranjen grb družine Orsini-Rosenberg, obdan z vojnimi trofejami, ki je bil verjetno naslikan ob povišanju rodbine v knežji stan. Grb vsebuje dva medveda, zlato vrtnico in knežjo krono, drugi grb pa je tudi nad obokanim portalom v pritličju, na katerem je tudi kronogram z letnico 1770. V sklepniku portalnega okvirja je vidna glava bradatega moškega. Okna v prvem nadstropju imajo okvirje s štukaturo. Notranje dvorišče je obdano z velikimi trinadstropnimi portiki in tam ohranjen napis govori, da je grad zgradil Janez Andrej Rosenberški. V prvem nadstropju je še ena vgravirana plošča, ki se nanaša na arhitekturni dodatek grofa Jurija Nikolaja Rosenberškega. Prostore v prvem nadstropju krasijo opazni rokokojski štukaturni stropi in iluzionistične krajinske slike na stenah iz druge polovice 18. stoletja. Izpostaviti velja tudi visokokakovostne peči v imperijalnem stilu.

### Spomeniško varstvo arhitekturne dediščine
Grad Grabštanj (Grafenstein) je spomeniško varovan s strani republike Avstrije pod številko 6816.